# Большое Мереткозино
 Большое Мереткозино  (тат. Олы Мәрәтхуҗа) — село в Камско-Устьинском районе Татарстана. Входит в состав Большесалтыковского сельского поселения.

## География
Находится на левом притоке реки Карамалка, в 17 км к западу от посёлка городского типа Камское Устье.

## История
Основана в начале XVIII века, по местному преданию, выходцами из деревни Ташкирмень, не желавшими исповедовать христианство. До 1860-х годов жители относились к сословию государственных крестьян. Их основные занятия в этот период: земледелие и разведение скота.
В «Списке населенных мест по сведениям 1859 года», изданном в 1866 году, населённый пункт упомянут как казённая деревня Большое Мереткозино 1-го стана Тетюшского уезда Казанской губернии. Располагалась при безымянном овраге, по левую сторону Лаишевского торгового тракта, в 40 верстах от уездного города Тетюши и в 14 верстах от становой квартиры в казённом селе Новотроицкое (Сюкеево). В деревне, в 97 дворах жили 561 человек (284 мужчины и 277 женщин), была мечеть.
В 1888 году была построена новая деревянная мечеть.
В 1909 году жители села образовали вторую махаллю и решили построить новую мечеть. Разрешение на строительство было получено от Казанского губернского правления в 1911 году. Место под новую мечеть предоставили местные крестьяне. В 1912 году её строительство было завершено (в 1931 г. обе мечети были закрыты).
В начале XX века здесь также действовали 2 ветряные мельницы, мануфактурно-бакалейная и 2 мелочные лавки. В этот период земельный надел сельской общины составлял 1782 десятины.
До 1920 года село входило в Богородскую волость Тетюшского уезда Казанской губернии. С 1920 года в составе Тетюшского, с 1927 года — Буинского кантонов ТАССР. С 10 августа 1930 года в Камско-Устьинском, с 1 февраля 1963 года в Тетюшском, с 12 января 1965 года в Камско-Устьинском районах.
В 1930 году в селе был организован колхоз, в 1994—2003 годах село в составе коллективного предприятия «1 мая», в 2003—2006 годах — сельскохозяйственного производственного кооператива «1 мая».

## Население
| 1782 | 1859 | 1897 | 1908 | 1920 | 1926 | 1938 | 1949 | 1958 | 1970 | 1979 | 1989 | 2002 | 2010 | 2017 |
| ---- | ---- | ---- | ---- | ---- | ---- | ---- | ---- | ---- | ---- | ---- | ---- | ---- | ---- | ---- |
| 134  | 561  | 860  | 1033 | 915  | 650  | 706, | 602  | 382  | 223  | 152  | 91   | 95   | 80   | 73   |

.
Национальный состав села — татары.

## Экономика
Жители занимаются сельским хозяйством в отделении «Большие Салтыки» общества с ограниченной ответственностью «Агрофирма «Буртасы», в крестьянских (фермерских) хозяйствах.

## Инфраструктура
Клуб, фельдшерско-акушерский пункт.

## Религия
Мечеть (с 1994 г.).

## Достопримечательности
В селе располагается музей-усадьба Т. А. Миннуллина.

## Известные люди
- Т. А. Миннуллин (1935—2012) — драматург, публицист, общественный деятель, народный писатель Республики Татарстан, заслуженный деятель искусств ТАССР, РСФСР, Республики Башкортостан.